# احمد یکم
احمد یکم، (۹ می ۱۵۸۸ یا ۱۸ آوریل ۱۵۹۰–۲۲ نوامبر ۱۶۱۷) چهاردهمین سلطان عثمانی بود. احمد یکم پس از درگذشت پدرش محمد سوم در ۲۲ دسامبر ۱۶۰۳ میلادی به حکومت رسید و تا هنگام مرگش در ۲۲ نوامبر ۱۶۱۷ میلادی سلطنت داشت.

سلطان احمد با وجود سن کم، از سلاطین بزرگ عثمانی شمرده می‌شود. او سلطانی سازنده وصف می‌شود که به ساختن بناها و مسجدها همّت می‌گماشت که مشهورترین آن‌ها، مسجدی در استانبول است که به نام خودش شهرت یافته که از نمادهای هنر معماری اسلامی می‌باشد. همچنین به بازسازی بناهای زیارتگاه‌ها پرداخت، مانند بهکرد بنای کعبه، تجدید بنای زادگاه فاطمه زهرا. او همچنین مبالغ بسیاری به حجاز برای انفاق بر مستمندان می‌فرستاد. سلطان احمد حامی علم و علما نیز وصف شده‌است، او را «دوستدار اهل بیت» و «متمسک به سنت و تقوا» نیز نامیده‌اند. احمد یکم در امور سیاسی نیز، شدید رفتار بوده‌است. او همچنین به سوارکاری و پرتاب نیزه علاقه داشته‌است. به ادبیات نیز پرداخت و خود شاعری بود که به زبان‌های ترکی و عربی سرود.
احمد اول با شاه عباس عهدنامه صلح بست و سلطه صفویان را بر آذربایجان و قفقاز به رسمیت شناخت. احمد اول همچنین نبرد با نیروهای هابسبورگ را پایان داد و در معاهده زیتواتوروک خراجگزاری اتریش به دولت عثمانی را لغو کرد. احمد اول از محمدآقا شاگرد معمار سنان خواست که مسجدی در مقابل مسجد ایاصوفیه در استانبول بنا کند؛ این مسجد امروزه به مسجد سلطان احمد معروف است. احمد اول در سال ۱۶۱۷ در اثر ابتلا به بیماری تیفوس درگذشت.
خندان سلطان مادر احمد یکم تلاش می‌کرد در امور او دخالت کند و بر تصمیمات او اثرگذار باشد، به ویژه مایل بود ارتباطات و رفتار شاه را کنترل کند. احمد یکم در اوایل پادشاهی خود، تحکم و قدرت از خود نشان داد اما اعتبار آن در معاهده زیتواتوروک که در سال ۱۶۰۶ امضا شد، لکه دار شد و به موجب آن خراج سالانه آرشیدوک‌نشین اتریش لغو شد. در زمان پادشاهی احمد یکم پس از شکست سخت او در جنگ عثمانی و صفوی (۱۸۱۸–۱۶۰۳) از شاه عباس بزرگ، مناطقی که به‌طور موقت در جنگ عثمانی-صفویه (۱۵۷۸–۱۵۹۰) ضمیمه خاک عثمانی شده بودند مثل گرجستان، آذربایجان و سایر مناطق وسیع قفقاز، به موجب عهدنامه نصوح پاشا (۱۶۱۲ میلادی) به ایران واگذار شدند. پس از آن مرزهای جدید بر اساس همان خطی که در صلح آماسیه در سال ۱۵۵۵ تأیید شده بود، ترسیم شد.

## نبرد با شاه عباس یکم
جنگ عثمانی و صفوی اندکی پیش از مرگ پدر احمد یکم (محمد سوم) آغاز شده بود. احمد یکم پس از به تخت نشستن، زاده یوسف سنان پاشا را به عنوان رهبر سپاه شرق منصوب کرد. ارتش عثمانی در ۱۵ ژوئن ۱۶۰۴ از قسطنطنیه حرکت کرد اما خیلی دیر شده بود، و زمانی که در ۸ نوامبر ۱۶۰۴ به جبهه شرقی رسید، ارتش صفوی ایروان را تصرف کرد و وارد ایالت قارص شد و فقط قوای عثمانی می‌توانست در آخالتسیخه آنها را متوقف کند. با وجود مساعد بودن شرایط، یوسف سینان پاشا تصمیم گرفت برای زمستان در وان بماند، اما پس از آن به ارزروم لشکر کشید تا از حمله صفویان جلوگیری کند. این امر باعث ناآرامی در سپاه عثمانی شد و آن سال عملاً برای عثمانی‌ها هدر رفت و بی‌نتیجه ماند.
در سال ۱۶۰۵، یوسف سیان پاشا برای تصرف تبریز لشکرکشی کرد، اما ارتش توسط کوسه صفر پاشا، بیگلربیگی ارزروم، تضعیف شد و به‌طور جداگانه و بدون راهبری از سینان پاشا به سمت صفویان لشکر کشید و در نتیجه توسط لشکر صفویان اسیر شد. ارتش عثمانی در نبرد ارومیه شکست خورد و مجبور شد ابتدا به وان و سپس به دیاربکر فرار کند. سینان پاشا، جانبولات اوغلو حسین پاشا، بیگلربیگی حلب که برای کمک آمده بود، به بهانه اینکه خیلی دیر آمده‌است را اعدام کرد. این کار باعث شورش در سپاه شد. در این شورش سنان پاشا کشته شد و قوای صفوی توانست گنجه، شیروان و شماخی را در آذربایجان تصرف کند.

## خانواده

### همسران
- ماه‌فیروز سلطان، اولین خاصگی سلطان احمد یکم و والده سلطان عثمان دوم بود.
- ماه‌پیکر سلطان، دومین خاصگی سلطان احمد یکم و والده سلطان مراد چهارم و ابراهیم یکم بود.

### پسران
- عثمان دوم (۳ نوامبر ۱۶۰۴ استانبول – اعدام توسط ینی‌چری ۲۰ می ۱۶۲۲ استانبول، در مقبره احمد اول در مسجد آبی دفن شد) پسر ماه‌فیروز
- شاهزاده محمد (۱۱ مارس ۱۶۰۵ استانبول – اعدام توسط عثمان دوم، ۱۰ ژانویه ۱۶۲۱ استانبول، در مقبره احمد اول در مسجد آبی دفن شد) پسر ماه‌پیکر
- مراد چهارم (۲۶ ژوئن ۱۶۱۱ استانبول – ۸ فوریه ۱۶۴۰ استانبول، در مقبره احمد اول در مسجد آبی دفن شد) پسر ماه‌پیکر
- شاهزاده بایزید (۱۶۱۲ استانبول – اعدام توسط مراد چهارم ۲۷ ژوئیه ۱۶۳۵ استانبول، در مقبره احمد اول در مسجد آبی دفن شد)
- شاهزاده حسن (۱۶۱۲ استانبول – ۱۶۱۵ استانبول، در مقبره احمد اول در مسجد آبی دفن شد)
- شاهزاده سلیمان (۱۶۱۳ استانبول – اعدام توسط مراد چهارم ۲۷ ژوئیه ۱۶۳۵ استانبول در مقبره احمد اول در مسجد آبی دفن شد)
- شاهزاده حسین (۱۴ نوامبر ۱۶۱۴ استانبول – ۱۶۱۸ استانبول، در مقبره احمد اول در مسجد آبی دفن شد)
- شاهزاده قاسم (۱۶۱۴ استانبول – اعدام به فرمان مراد چهارم ۱۷ فوریه ۱۶۳۸ استانبول، در مقبره محمد سوم در مسجد ایاصوفیه دفن شد) پسر ماه‌پیکر
- ابراهیم یکم (تولد ۵ نوامبر ۱۶۱۵ استانبول – اعدام ۱۸ اوت ۱۶۴۸ استانبول، در مقبره مصطفی اول در مسجد ایاصوفیه دفن شد) پسر ماه‌پیکر

### دختران
- عایشه سلطان، (۱۶۰۵ استانبول – ۱۶۵۸ استانبول در مقبره احمد اول در مسجد آبی دفن شد) دختر ماه‌پیکر
- فاطمه سلطان، (۱۶۰۷ استانبول – ۱۶۷۰ استانبول در مقبره احمد اول در مسجد آبی دفن شد) دختر ماه‌پیکر
- گوهرخان سلطان (۱۶۰۸ استانبول – ۱۶۶۲ استانبول، در مقبره احمد اول در مسجد آبی دفن شد) دختر ماه‌پیکر
- خدیجه سلطان (۱۶۰۸ استانبول – ۱۶۱۲ استانبول در مقبره احمد اول در مسجد آبی دفن شد)
- خانزاده سلطان، (۱۶۰۹ استانبول – ۲۱ سپتامبر ۱۶۵۰ استانبول در مقبره ابراهیم یکم در مسجد ایاصوفیه دفن شد) دختر ماه‌پیکر
- زاهده سلطان، (۱۶۱۲ استانبول – ۱۶۲۰ استانبول، در مقبره احمد اول در مسجد آبی دفن شد)
- بورناز عاتکه سلطان، (۱۶۱۴ استانبول – ۱۶۷۴ استانبول در مقبره ابراهیم اول در مسجد ایاصوفیه دفن شد)
- عابده سلطان، (۱۶۱۷ استانبول – ۱۶۴۸ استانبول در مقبره احمد اول در مسجد آبی دفن شد)

## نگارخانه

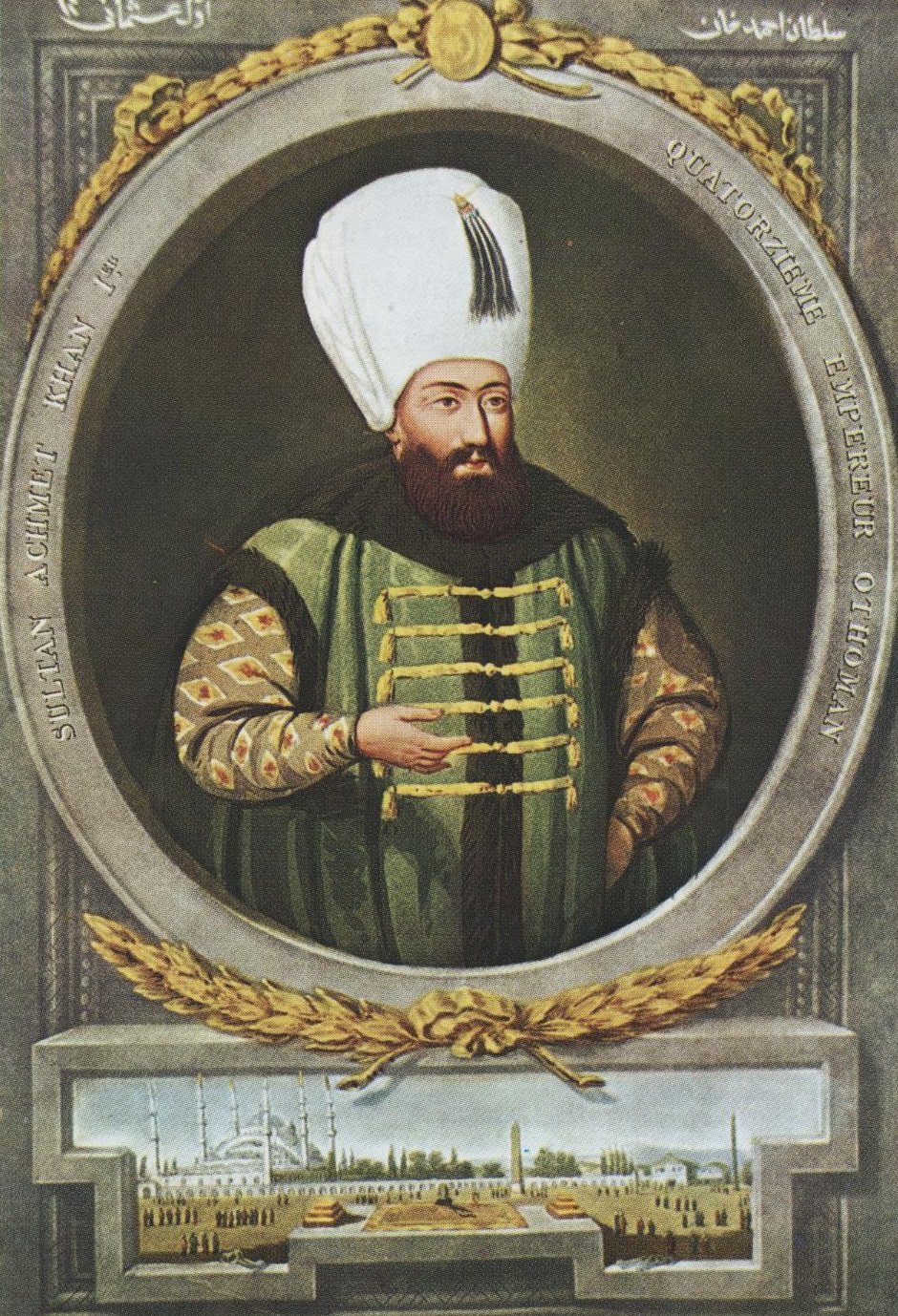
سلطان احمد اول
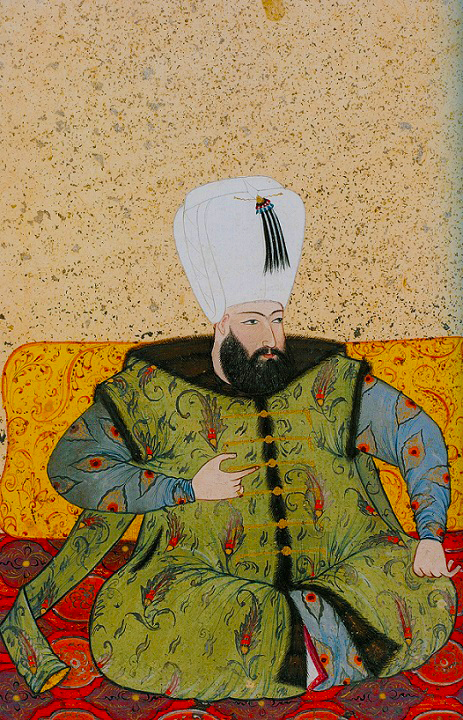
نگاره‌ای از احمد یکم
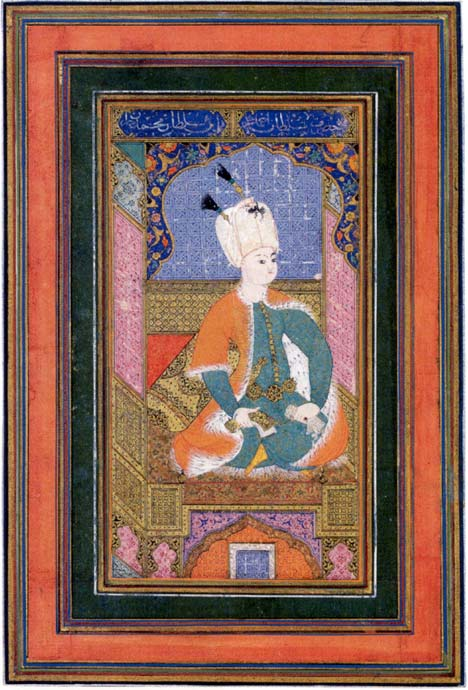
مینیاتوری از اوایل سلطنت سلطان احمد خان
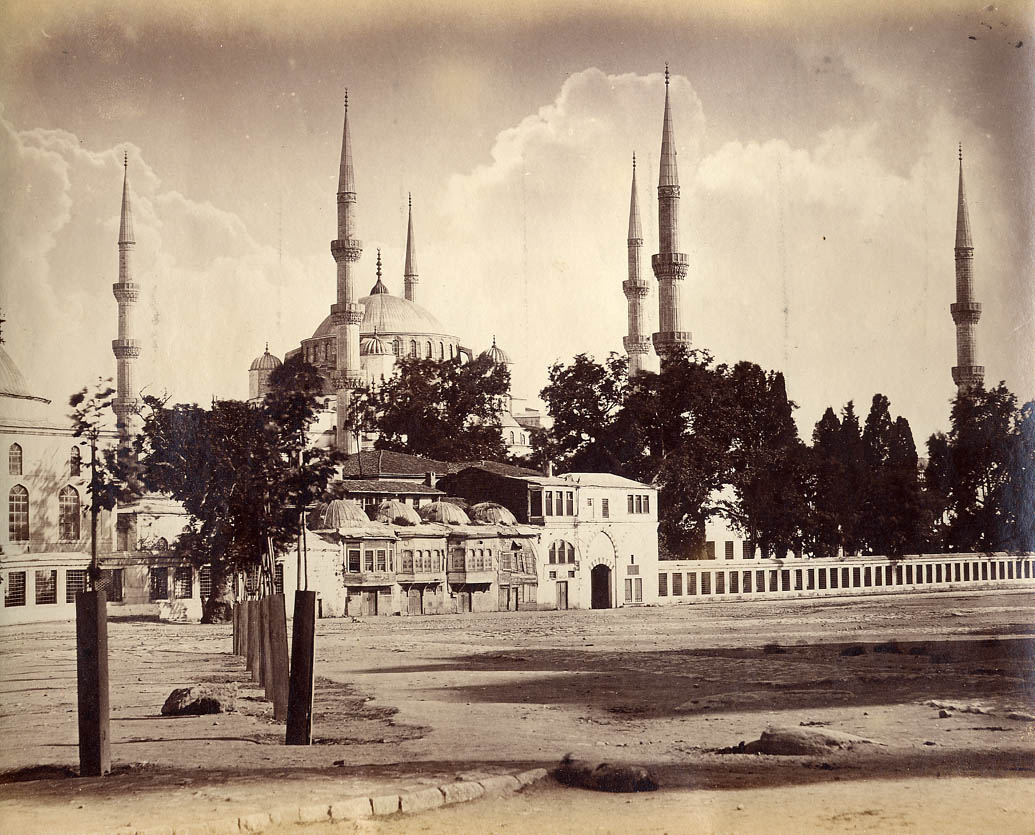
عکس تاریخی ازمسجد سلطان احمد، این مسجد طی سالهای ۱۶۰۹ تا ۱۶۱۹ به دستور سلطان احمد اول در استانبول ساخته شد.